# Dichagyris verecunda
Dichagyris verecunda är en fjärilsart som beskrevs av Rudolf Püngeler 1898. Dichagyris verecunda ingår i släktet Dichagyris och familjen nattflyn. Inga underarter finns listade i Catalogue of Life.

## Bildgalleri

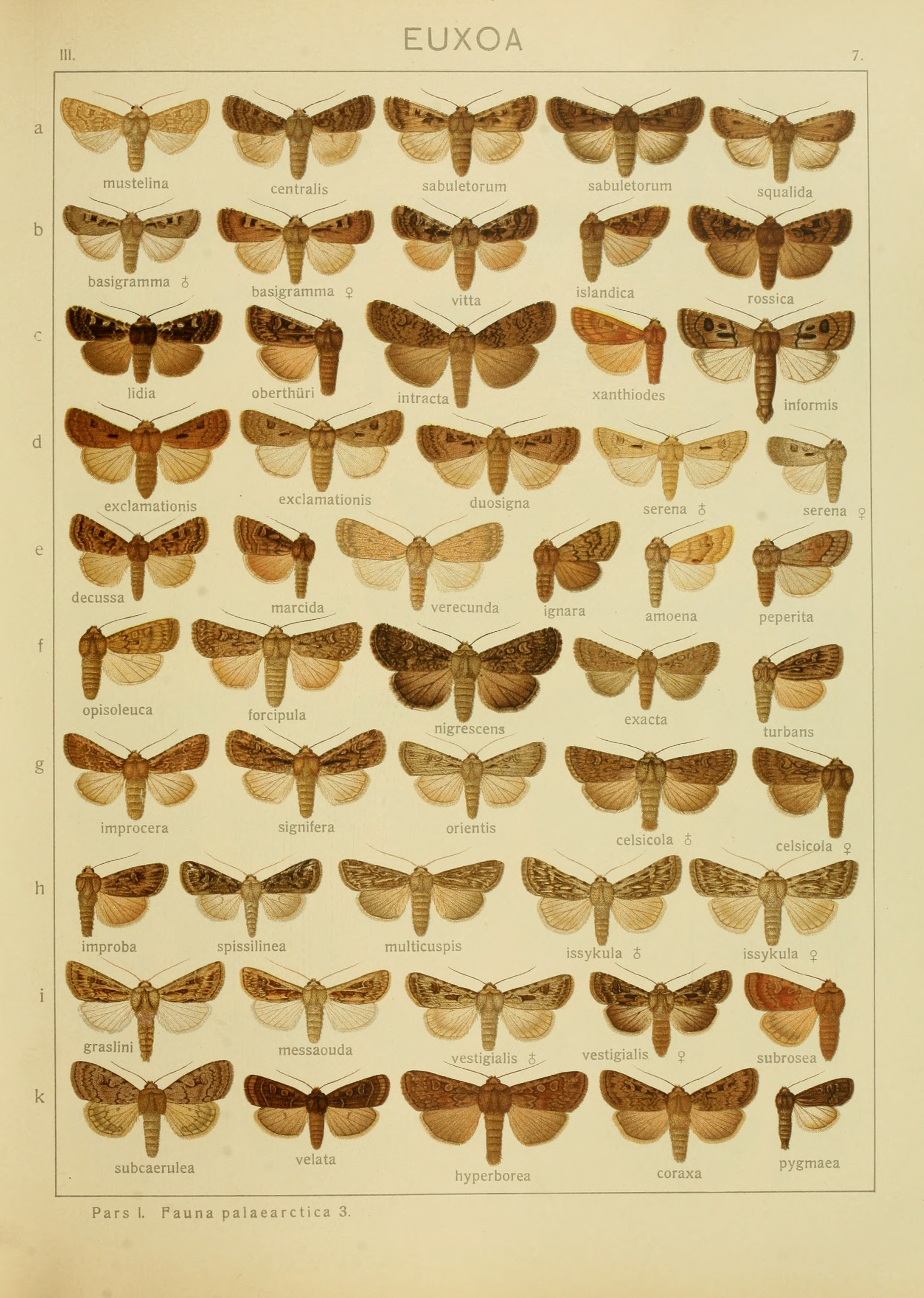
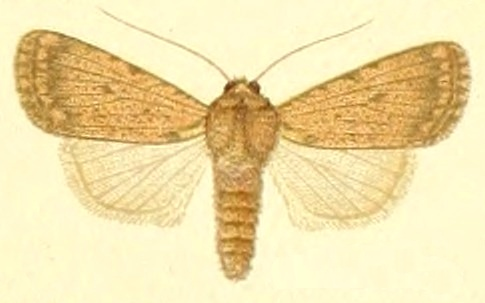